# Husets Teater
Husets Teater er et af de mindre københavnske teatre. Husets Teater blev grundlagt i 1975 i det indre København på 4. sal i Huset i Magstræde – deraf navnet. I 1995 rykkede teatret til sin nuværende beliggenhed på Halmtorvet på Vesterbro og overtog Fiolteatrets lokaler i et forhus til komplekset Den brune Kødby. Husets Teater har status som lille storbyteater med støtte fra Københavns Kommune og rummer i dag to scener; Sort sal og Rød sal.
Husets Teater har fra 2021 været ledet af teaterchef Liv Helm og administrativ chef Agnete Krabbe, der har indført initiativet Toaster, som er et samarbejde med Den Frie Udstillingsbygning, og har til formål at præsentere feltet mellem teater, performance og billedkunst. Toaster er støttet af Statens Kunstfond med en fireårig bevilling fra 2021-2025.

## Historie
I de første år præsenterede Husets Teater en lang række gæstespil fra bl.a. Sverige og Italien med nye politisk inspirerede grupper. Fra midten af 1980’erne blev teatret mere orienteret mod dramatik med stykker af bl.a. Bertolt Brecht og Rainer Werner Fassbinders.
Med Søren Iversen og Lisbeth Sjölin som ledere fra 1992-2008 og med flytningen til Halmtorvet, skabte teatret en profil med nyere dansk og udenlandsk dramatik.
Fra 2008-2016 blev ledelsen af Husets Teater overtaget af skuespiller og instruktør Mads Wille og dramatiker, instruktør og dramaturg Simon K. Boberg. Duoen kom fra teatret PLAN-B, der lå i de selvsamme lokaler på 4. sal i Huset i Magstræde, hvor det oprindelige Husets Teater startede. Simon K. Boberg og Mads Wille præsenterede nyskrevet europæisk dramatik og stod samtidig bag readingfestivalen Festival For Ny Europæisk Dramatik, der blev afholdt 2008-2016.
I perioden 2016-2021 blev Husets Teater kunstnerisk ledet af skuespiller og instruktør Jens Albinus..Producent Laura Ramberg fungerede i samme periode som administrativ leder, indtil Tine Schwarz overtog i 2020. Kendetegnende for Jens Albinus kunstneriske ledelse var materiale hentet fra den fælles europæiske myte-grund, ofte indsat i en aktuel perspektivering. Husets Teater har i nyere tid markeret sig med eksempelvis Tue Bierings Rocky! (2017), Richard III (2018) med Tammi Øst i titelrollen og Jens Albinus bearbejdning af Agota Kristofs Det Store Stilehæfte (2020).

## Eksterne links
- Husets Teater – officiel website